# Anchoscelis
Anchoscelis é um gênero de traça pertencente à família Arctiidae.